# Haruko Kazato
Haruko Kazato –en japonés, 風戸 晴子, Kazato Haruko– (5 de junio de 1981) es una deportista japonesa que compitió en judo. Ganó una medalla de oro en el Campeonato Asiático de Judo de 2001 en la categoría de –70 kg.

## Palmarés internacional
| Campeonato Asiático | Campeonato Asiático   | Campeonato Asiático | Campeonato Asiático |
| Año                 | Lugar                 | Medalla             | Categoría           |
| ------------------- | --------------------- | ------------------- | ------------------- |
| 2001                | Ulán Bator (Mongolia) | Medalla de oro      | –70 kg              |